# Petite-Île
Petite-Île es una comuna francesa situada en el departamento de Reunión, de la región de Reunión. 

## Situación
La comuna está situada en el sur de la isla de Reunión.

## Demografía
| Gráfica de evolución demográfica de Petite-Île entre 1961 y 2013 |
|                                                                  |

Fuente: Insee

## Comunas limítrofes
| Noroeste: Saint-Pierre  | Norte: Saint-Pierre | Noreste: Saint-Joseph |
| Oeste: Saint-Pierre     |                     | Este: Saint-Joseph    |
| Suroeste: Océano Índico | Sur: Océano Índico  | Sureste: Saint-Joseph |